# Češule

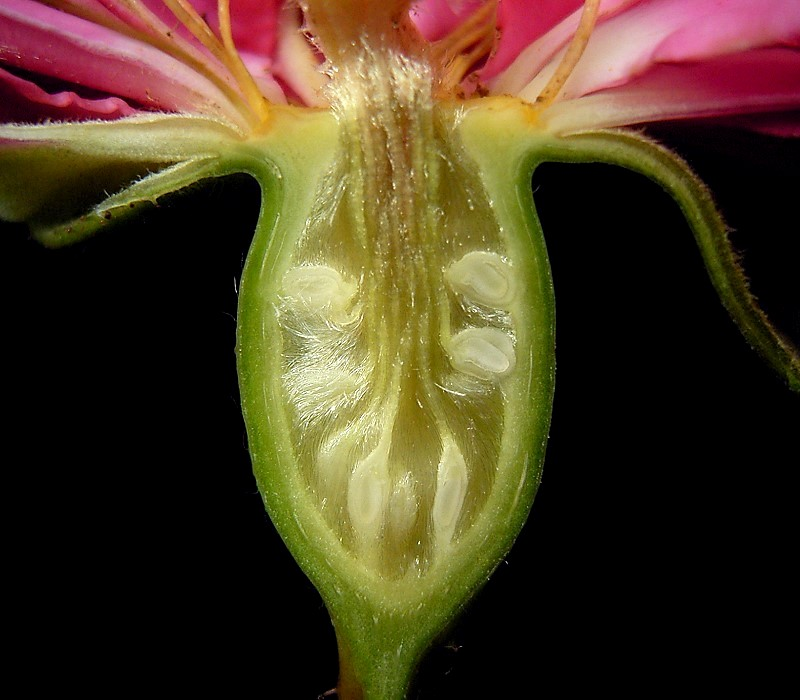
Květní lůžko růže

Češule (hypanthium, receptakulum) je miskovitě rozšířené květní lůžko, často srostlé s dolními částmi květních obalů a tyčinek. Uzavírá pestíky a někdy s nimi i srůstá (u pupalkovitých, Onagraceae).
Češuli má například růže šípková (Rosa canina). Po odkvětu z ní vzniká šípek. Jedná se o nepravý plod, obsahuje nažky. Rovněž jablka, hrušky, jeřabiny vznikají větším dílem z češule.

## Poznámka
Používání slova receptaculum pro češuli neboli hypanthium je téměř českou specialitou.[zdroj?] Naprostá většina světa je používá pro květní lůžko neboli torus. A to i pokud je květní lůžko protažené například v gynofor a ne rozšířené.